# Arctiínos
Arctiínos (Arctiini) é uma tribo de mariposas (ou traças) dentro da subfamília Arctiinae, da família Erebidae. Assim como os outros táxons pertencentes a Arctiinae, essas mariposas também são conhecidas como mariposas tigre (tiger moths), com uma variação de tamanho de pequeno a médio porte. Este grupo apresenta grande diversidade e é utilizado como organismo modelo em estudos sobre biodiversidade e impactos ambientais.

## Subtribos
A tribo Arctiini é a mais diversa entre as tribos da subfamília Arctiinae, com cerca de 5.000 espécies globais, organizadas em sete subtribos.
- Arctiina
- Callimorphina
- Ctenuchina
- Euchromiina
- Pericopina
- Phaegopterina
- Spilosomina
- Incertae sedis

Entre as subtribos, ainda há incerteza quanto à monofilia de Ctenuchina, Euchromiina e Phaegopterina.

## Estágios de vida: Características

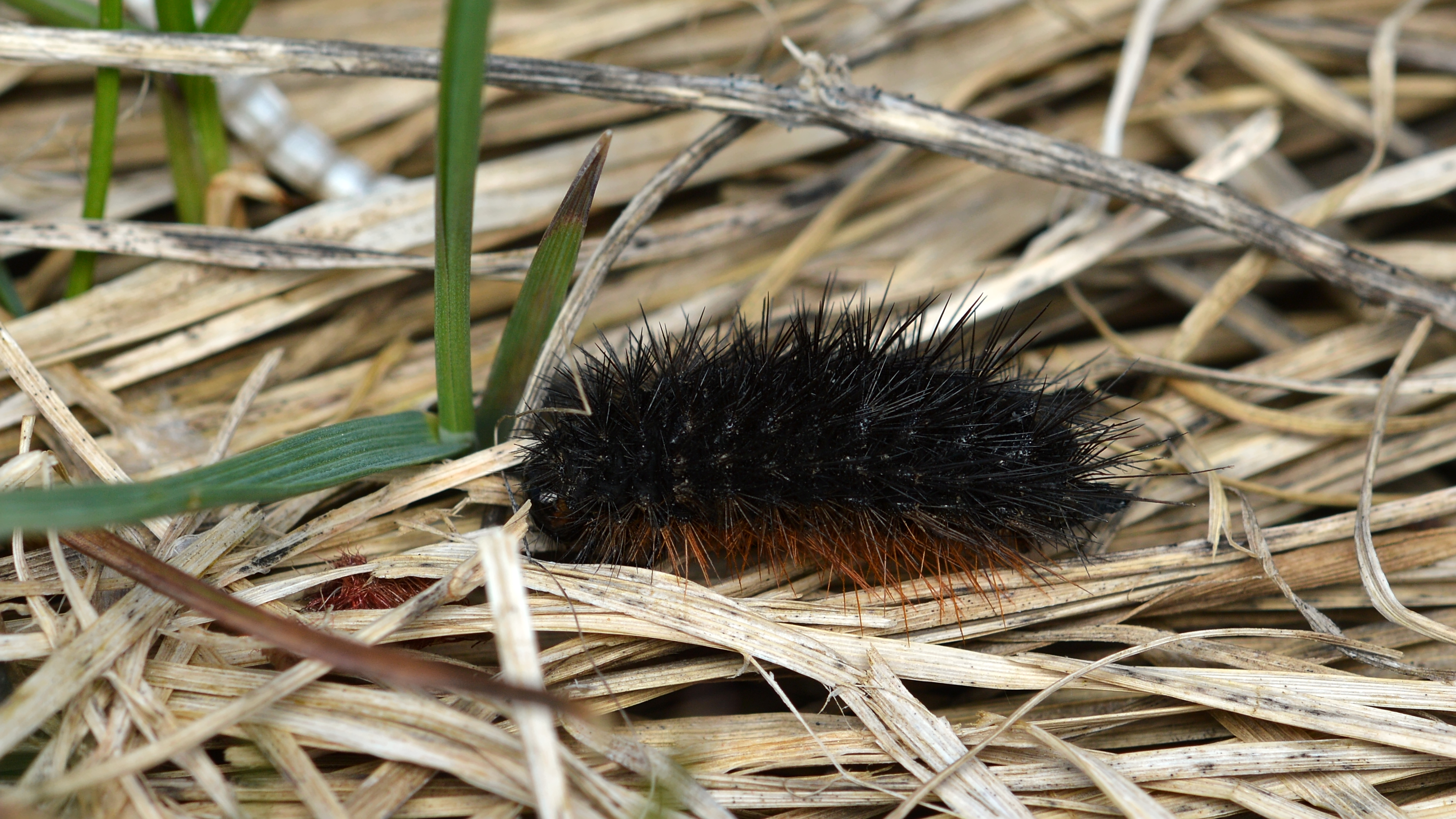
Exemplo de lagarta das mariposas Arctiini.

### Fase larval
- Alimentam-se de uma diversidade de plantas, incluindo gramíneas, herbáceas, arbustos e árvores;
- Algumas espécies são polífagas e podem habitar diferentes formações vegetais;[6]
- Certas espécies se especializam no uso de plantas hospedeiras com substâncias tóxicas.[7]

### Fase adulta
- Dimorfismo sexual presente;

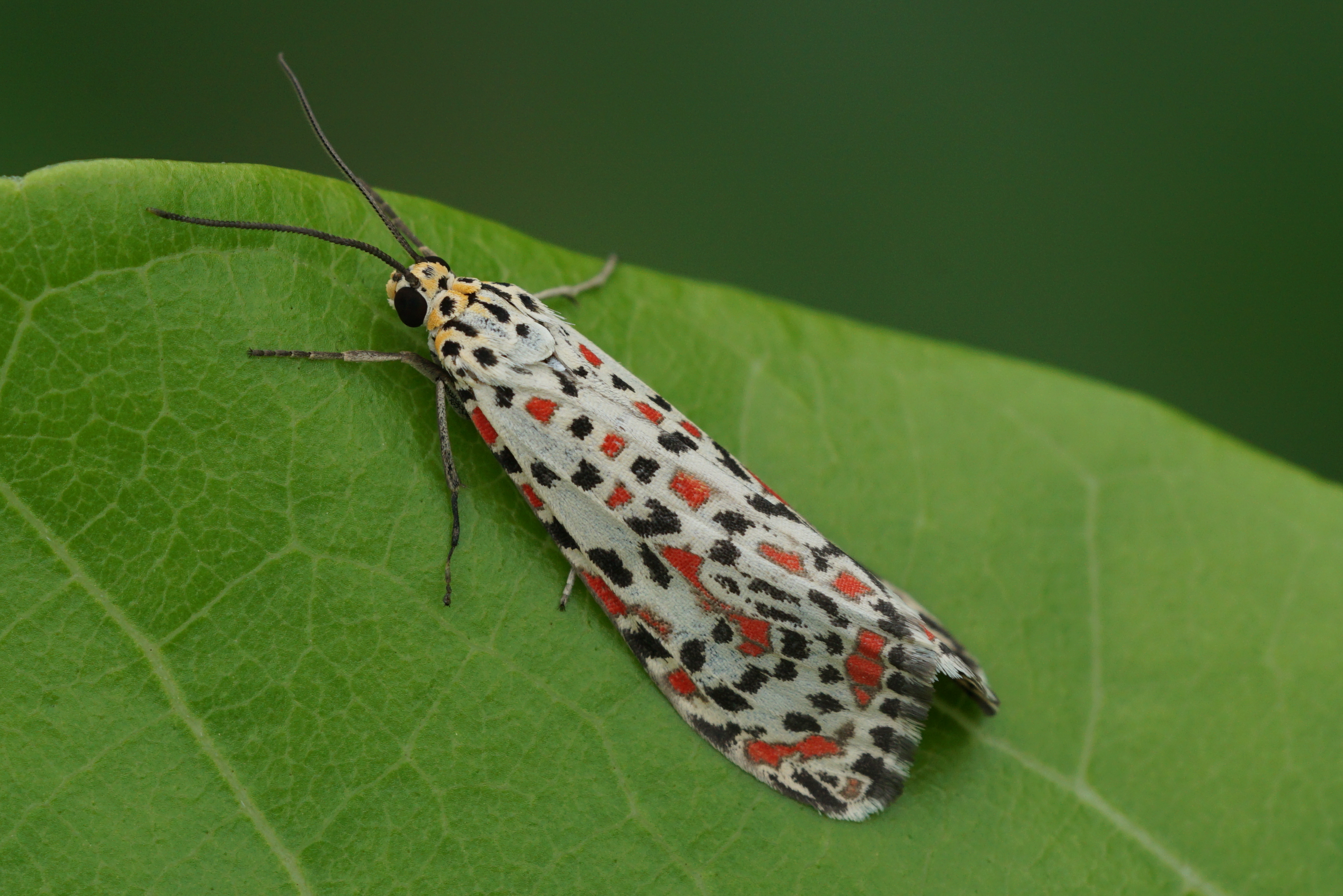
Mariposa do gênero Utetheisa (Callimorphina).

- Desenvolvimento variável de espirotromba: pode ser longa, curta ou ausente;[8]
- Órgãos timpânicos capazes de emitir sons como defesa.[9]

## Diversidade e distribuição

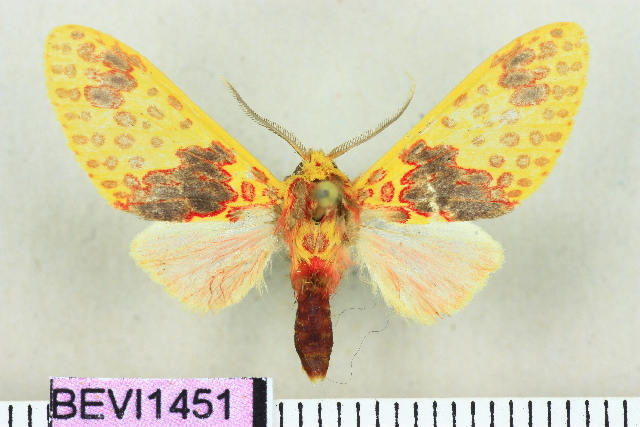
Mariposa do gênero Amaxia.

A tribo Arctiini é amplamente distribuída, com maior expressividade nos Neotrópicos. Na região, há registro de 4.761 espécies, das quais 1.225 são reconhecidas no Brasil.